# Ryszard Rumianek

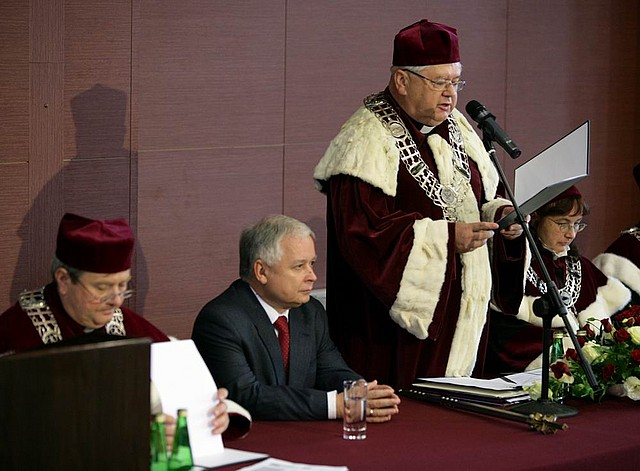
Rumianek samen met Lech Kaczyński in 2009.

Ryszard Rumianek (Warschau, 7 november 1947 - Smolensk, 10 april 2010) was een Pools priester, theoloog en Bijbelwetenschapper. Hij was rector van de Kardinaal Stefan Wyszyński Universiteit in Warschau. Hij kwam om het leven bij de vliegtuigramp bij Smolensk die op 10 april 2010 plaatsvond, waarbij alle inzittenden, waaronder ook de Poolse president Lech Kaczyński, omkwamen.
In 1972 werd hij priester gewijd door kardinaal Stefan Wyszyński. Op 5 oktober 2009 werd hij voor zijn wetenschappelijke en educatieve activiteiten ten behoeve van pastoraal werk benoemd tot Officier van de Orde Polonia Restituta.
- Gemeinsame Normdatei: 141052511
- International Standard Name Identifier: 0000 0001 1056 6997
- Library of Congress Control Number: n2006025860
- Nationale Bibliotheek van Tsjechië: ola2010606875
- Nationale Bibliotheek van Israël: 987007498317605171
- Virtual International Authority File: 38800276
- WorldCat: E39PBJp9tXbRPbVVDMqkgC8jYP